# Travessani
Le cirque de Travessani  est un cirque naturel des Pyrénées espagnoles situé dans la partie occidentale du parc national d'Aigüestortes en Catalogne (Espagne).

## Géographie
Parmi les lacs ou étangs principaux figurent l'estany Negre, l'estany de Travessani, l'estany de Mangades, estany del Port de Caldès, estany Monges, estany de Temeneja... Il est possible d'accéder au cirque de Seslloses et au cirque de Ribereta par 2 cols à partir de l'estany del Port de Caldès.